# Лу Брок (продюсер)
Лу Брок (англ. Lou Brock, 21 серпня 1892, Каламазу, Мічиган, США — 19 квітня 1971, Лос-Анджелес, Каліфорнія, США) — американський кінопродюсер, сценарист та режисер. Він випустив 79 фільмів між 1930 і 1953 роками. А також був номінований на дві премії «Оскар» за найкращий ігровий короткометражний фільм у 1934 році.
Брок народився 21 серпня 1892 року в місті Каламазу, штат Мічиган. Хоча свого часу Лу Брок був високооплачуваним виконавчим директором в кінокомпанії RKO Pictures і працював продюсером для багатьох інших студій Голлівуду, в момент смерті в 1971 році він працював нічним клерком у голлівудському готелі.

## Вибрана фільмографія
- 1931: Scratch-As-Catch-Can
- 1933: Список переваг / A Preferred List
- 1933: Так це Гарріс! / So This Is Harris!
- 1946: Тінь повертається / The Shadow Returns